# Хоровац
Хоровац (арм. խորոված [xoɾoˈvɑts]) — название армянского шашлыка. Хоровац является самым часто встречающимися блюдом армянской кухни, предлагаемым в ресторанах, на семейных праздниках как в Армении, так и у армян всего мира.

## Этимология
Слово «խորոված» на армянском языке означает «жареный» и происходит от корня «խորով» который, в свою очередь, восходит к праиндоевропейскому qor — сжечь (отсюда же русск. курить, лат. cremo, и. т. д.). Про «железный вертел для поджаривания мяса» (др.-арм. շամփուր երկաթի՝ միս խորովելոյ) писал раннесредневековый историк Мовсес Хоренаци. Хоровац упоминается в стихотворении «Песнь застолья и веселья» поэта XVII века Андреаса Арцкеци.

## Описание
Традиционно в Армении для приготовления хороваца используется свинина, реже — баранина, говядина (зависит от личных и региональных предпочтений). Базовый способ приготовления у большинства армян довольно прост — мясо нарезается на куски (иногда на косточке), смешивается с большим количеством произвольно нарезанного и размятого руками репчатого лука, солью, специями, и маринуется, как правило, от двух до двенадцати часов. Однако, стоит учитывать что как и любое другое древнее национальное блюдо, армянский шашлык не имеет точного «канонического» рецепта, и процесс приготовления (а точнее, маринования) у каждого отдельно взятого армянина может существенно разниться. Может быть добавлено множество дополнительных ингредиентов (растительное масло, минеральная вода, соки фруктов, вина, различные специи и т. п.), уменьшено или увеличено время маринования. Вопреки распространённому в России способу маринования в уксусе, на Кавказе вообще, и в Армении в частности, уксус не используется, или практически не используется. Данный способ маринования, вероятнее всего, зародился в советские времена на почве дефицита качественного свежего мяса — кислота была призвана как бы замаскировать жёсткость и вкус не самого качественного мяса возрастного животного.
Замаринованное мясо нанизывается на шампуры и жарится на углях (на мангале или в тандыре). Иногда вместе с мясом на шампуры нанизываются кольца лука, однако это зависит скорее от личных предпочтений. Отдельно можно упомянуть хоровац по-карски. Технология приготовления остаётся той же, однако, на шампур (вертел) нанизываются очень крупные куски мяса (вплоть до 500 гр). В настоящее время любой хоровац, приготовленный из крупных кусков мяса, чаще всего называют «хоровац по-карски», однако, это не совсем верно, т. к. изначальный рецепт состоял из мяса почечной части баранины, бараньих почек, помидоров и маринада на основе коньяка и/или вина (как и в случае с обычным шашлыком, рецепт может варьироваться от повара к повару, приобретая те или иные нюансы).
Существует также хазани-хоровац, когда мясо жарится в казане (сковороде) без использования мангала или тандыра. Мясо может быть как замаринованным по вышеописанной технологии, так и без предварительного маринования. Хазани-хоровац является скорее отдельным блюдом, чем способом приготовления.
Кулинарная книга "Армянские блюда: факт, вымысел и фольклор" от 2006 года даёт такие советы для приготовления хоровац:
1. Расстояние между костром и шампурами должно быть примерно от 12 до 15 см
2. Крупные куски мяса должны всегда располагаться в середине шампура — там, где больше температура от костра
3. Шампуры должны быть помещены близко друг к другу, чтобы сохранять тепло от огня.

Хоровац подается к столу с овощным гарниром. В качестве гарнира подаются нарезанные помидоры, баклажаны, зелёный перец. Все овощи нанизываются на шампур и запекаются над углями. Затем они снимаются в миску, солятся и приправляются толченым чесноком. Также непременно присутствует традиционный армянский лаваш.